# Dipterocarpus oblongifolius
Dipterocarpus oblongifolius är en tvåhjärtbladig växtart som beskrevs av Carl Ludwig von Blume. Dipterocarpus oblongifolius ingår i släktet Dipterocarpus och familjen Dipterocarpaceae. Inga underarter finns listade i Catalogue of Life.